# Mario Beauregard
Pour les articles homonymes, voir Beauregard.
Mario Beauregard est un spécialiste canadien en neurobiologie et auteur né en 1962.
Les recherches qu'il mène s'orientent vers une psychologie post-matérialiste.

## Biographie
Mario Beauregard a complété des études postdoctorales à l'Université du Texas et au Montreal Neurological Institute de l'Université McGill.
Il est chercheur en neuroscience, agrégé du département de psychologie à l’Université de Montréal et titulaire d’un doctorat en neurobiologie de l’Université du Texas.
Il devient ensuite membre de la faculté des sciences cognitives à l'Université de Montréal.
À partir de 2007, il publie plusieurs livres où il expose ses travaux. 
Il est ainsi coauteur avec la journaliste créationniste Denyse O'Leary de l'ouvrage Du cerveau à Dieu (The Spiritual Brain) qui défend la thèse que l'esprit ne peut se réduire à des processus neurochimiques présents dans le cerveau, mais qu'il influence au contraire le cerveau.

## Travaux
Mario Beauregard est auteur de plus de cent publications en neurosciences, psychologie et psychiatrie.
En 2006, Mario Beauregard mène une étude où il étudie le cerveau des carmélites revivant des expériences mystiques par Imagerie par résonance magnétique fonctionnelle (IRMf) et dont l'objectif principal est d'identifier les corrélats neuronaux d'une expérience mystique. Il ne parvient pas à localiser un centre de médiation de ces expériences, mais, au contraire que de multiples zones du cerveau sont impliquées. L'étude est reçue avec scepticisme par la communauté scientifique qui l'accuse d'être trop réductioniste, la méthode est contestée et ce genre d'expérience avait déjà été menée sans aucun résultat probant.

## Manifeste
Il collabore avec d'autres scientifiques à l'élaboration d'un manifeste post-matérialiste. Cela s'est concrétisé lors d'un sommet international qui s'est tenu à Tucson en février 2014.

### Articles notables
- Beauregard M, Paquette V (2006) Neural Correlates of a Mystical Experience in Carmelite Nuns. Neuroscience Letters 405: 186-190.
- Beauregard M, Paquette V. (2008) EEG activity in Carmelite nuns during a mystical experience. Neuroscience Letters 444:1-4.
- Beauregard M, Courtemanche C, Paquette V. (2009) Brain activity in near-death experiencers during a meditative state. Resuscitation 80: 1006-1010.